# Bony d'Arquer
El Bony d'Arquer és una muntanya de 2.306,2 metres d'altitud que es troba a cavall dels termes municipals de Rialb, a l'antic terme de Surp, i de Sort, a l'antic terme de Llessui, a la comarca del Pallars Sobirà.
Està situat a la part nord de tots dos termes, nord-est del de Llessui i nord-oest del de Surp, a migdia del Colletó de la Portella i del Planell d'Arquer i al nord-oest de la Roca de Peralba, al capdamunt, extrem septentrional, del Serrat d'Arquer.